# David Armstrong
David Armstrong (Arlington, Massachusetts, 24 de mayo de 1954-Los Ángeles, California, 25 de octubre de 2014) fue un fotógrafo estadounidense, conocido por el potente homoerotismo de sus retratos masculinos. Trabajó frecuentemente para revistas de moda.
Hijo de Robert e Irma Armstrong. Fue alumno de la academia del Museo de Bellas Artes de Boston entre 1974 y 1978. Ingresó con interés por aprender a pintar, pero pronto cambió a la fotografía gracias a la influencia de Nan Goldin, amiga suya desde los catorce años de edad y compañera de estudios. Frecuentó también la universidad privada Cooper Union y obtuvo el título de Bachelor of Fine Arts por la Universidad Tufts (1988).
En la década de 1970, Armstrong estuvo relacionado con la Escuela de Boston, que incluía artistas como Nan Goldin, Mark Morrisroe y Jack Pierson. Su estética se distinguía por su predilección por retratos íntimos realizados con colores saturados. Con Goldin, se especializó en un tipo de fotografía improvisada, muy natural, cuyo lema era point-and-shoot (apuntar y disparar). Armstrong llamó la atención de la crítica por sus retratos masculinos, en los que empleaba como modelos a sus amantes y amigos, plasmados con un enfoque muy nítido. Armstrong era abiertamente homosexual y esto se refleja en el homoerotismo de buena parte de su obra.
En 1981 participó en la exposición New York/New Wave en el MoMA PS1, donde mostró una serie de retratos en blanco y negro.
En la década de 1990 mostró también gran interés por la fotografía de paisajes, en los que elimina toda referencia de presencia humana (no aparecen luces o vehículos) y que contrastan con su afición por el retrato. Sus paisajes rurales y urbanos son los protagonistas de su libro All Day, Every Day (2002). En 1996 colaboró con la comisaria Elisabeth Sussman (responsable de fotografía del Museo Whitney de Arte Estadounidense) para organizar la primera exposición retrospectiva consagrada a Nan Goldin en el Whitney. Esta institución tiene entre sus fondos numerosas obras de Armstrong.
Las fotografías de Armstrong se publicaron en Vogue Paris, L'Uomo Vogue, Arena Homme +, GQ, Self Service, Another Man, Japanese Vogue, Wonderland, Vogue Hommes y Purple. Realizó trabajos para campañas publicitarias de Zegna, René Lezard, Kenneth Cole, Burberry, Puma o Barbara Bui.
Armstrong vivía en un apartamento-estudio del barrio de Brooklyn (Nueva York), situado en el número 615 de la Avenida Jefferson. Esta dirección dio título a uno de sus libros de fotografías.

## Publicaciones de Armstrong
- David Armstrong y Nan Goldin: A Double Life Scalo, 1994.
- David Armstrong: The Silver Cord, Scalo, 1997.
- David Armstrong: All Day, Every Day Scalo, 2002.
- David Armstrong: 615 Jefferson Ave, Damiani, 2011.
- David Armstrong: Night and Day, Morel, 2012.